# کانتری کلاب (میسوری)
کانتری کلاب (به انگلیسی: Country Club) یک روستا (ایالات متحده آمریکا) در ایالات متحده آمریکا است که در شهرستان اندرو، میزوری واقع شده‌است.
 کانتری کلاب ۱۰٫۱۸ کیلومتر مربع مساحت و ۲٬۴۴۹ نفر جمعیت دارد و ۳۲۵ متر بالاتر از سطح دریا واقع شده‌است.